# Marder III
Marder III (Sd. Kfz. 138 або 139) — легка за масою німецька протитанкова САУ часів Другої світової війни. Являла собою легкоброньовану САУ на шасі легкого танка Pz Kpfw 38 (t). Гармата встановлювалась у відкритій рубці.
Ці машини активно використовувалися на всіх фронтах Другої світової війни. Більшість з них застосовувалась на Східному фронті.
Гармата: німецька Pak 40 калібром 7,5 см або доопрацьована трофейна Ф-22 (Pak 36 (r)) — радянська 76-мм дивізійна гармата зразка 1936 року.

## Історія
Вже на початку операції «Барбаросса» стало зрозуміло, що Вермахт не може на достатньому рівні протистояти деяким видам танків противника. Тогочасні німецькі Panzer II та чеські Panzer 38(t) мали слабке бронювання, а їх гармати не могли ефективно пробивати броню Т-34 та КВ-1.
Ще однією проблемою було те, що тогочасна стандартна протитанкова гармата Pak 36 також мала ряд недоліків: ефективність була недостатньою, також буксировану гармату було порівняно складно доставляти на позиції. Отже, нагальною стала потреба у новій протитанковій гарматі, яка була б одночасно більш потужною та мобільною. Такою гарматою була Pak 40 калібром 75 мм, іншим варіантом було використання захоплених радянських гармат Ф-22. Для забезпечення кращої мобільності потрібно було встановити ці гармати на якесь самохідне шасі.
На 22 червня 1941 в танкових дивізіях вермахту, спрямованих на СРСР, налічувалося близько 600 одиниць Panzer 38(t), що становило приблизно 18 % від загального числа танків, що брали участь в нападі на СРСР. До середини 1942 року практично всі ці машини були втрачені або вийшли з ладу з технічних причин.

## Варіанти
Як і у випадку Marder II, у Marder III використовувались два типи гармат: німецька Pak 40 та перероблена радянська Ф-22. У першому випадку використовувались також два різні типи шасі
Таким чином, виділяють три основні варіанти САУ (два з яких мають один і той самий індекс):
- (Sd. Kfz. 138) 7,5 cm PaK.40/3 auf Pz.Kpfw.38 (t) Ausf.H Marder III Ausf.H — нерухома відкрита рубка розташована в середині з 75-мм гармата PaK.40/3 L/46 і 7.92-мм кулеметом MG.34 на шасі Panzer 38(t) Ausf. H.
- (Sd. Kfz. 138) 7,5 cm PaK.40/3 auf Pz.Kpfw.38 (t) Ausf.M Marder III Ausf.M — нерухома відкрита рубка розташована в кормі з 75-мм гарматою PaK.40/3 L/46 і 7,92-мм кулеметом MG.34 на модифікованому шасі Panzer 38(t) Ausf. M. Таке ж шасі[2] використовувалось пізніше у САУ Grille.
- (Sd. Kfz. 139) 7,62 cm PaK.36 (r) auf Pz.Kpfw.38 (t) Marder III — нерухома відкрита рубка розташована в середині з 76,2-мм гарматою PaK.36 (r) L/51.5 та чеським кулеметом ZB-53[3] на шасі Panzer 38(t) модифікацій Ausf H та Ausf G.

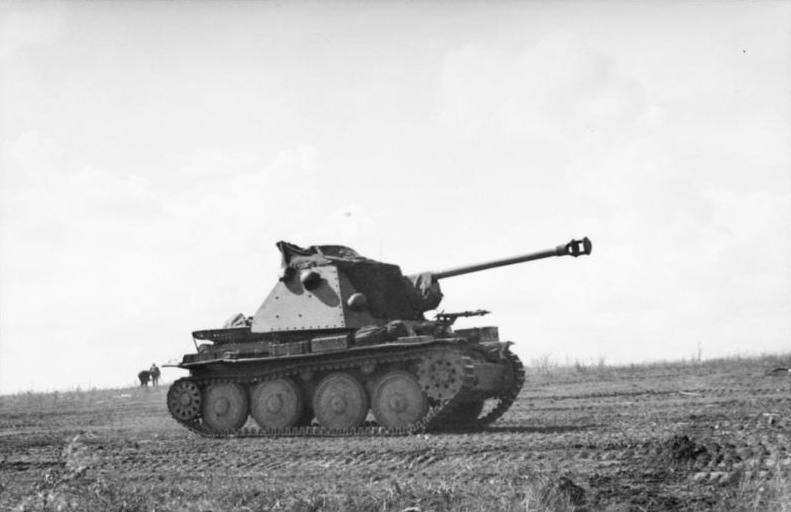
Marder III Ausf.H (Sd.Kfz.138)
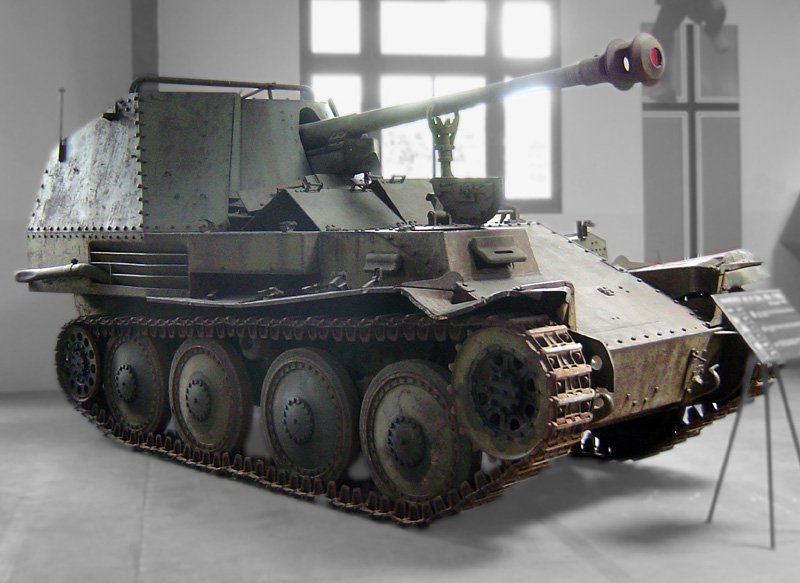
Marder III Ausf. M. (Sd.Kfz.138)
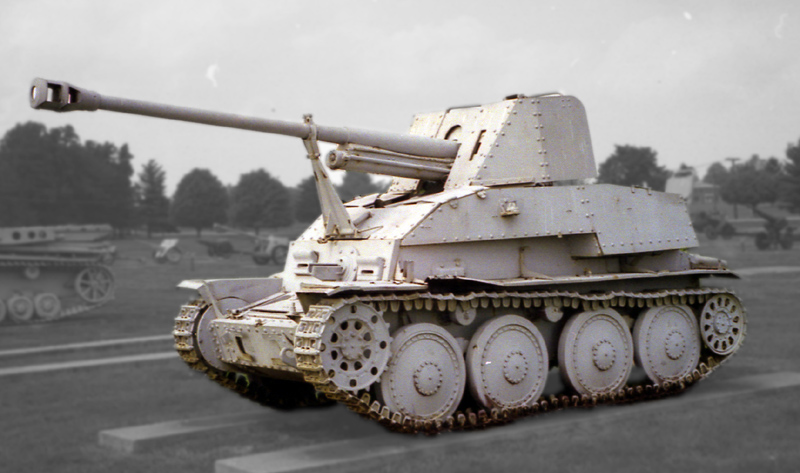
Marder III (Sd.Kfz.139)

## Виробництво та бойове застосування
Виготовлення машин за проектом Sd.Kfz.139 почалось у грудні 1941. Всього було створено 344 САУ. Більшість з них використовувались на Східному фронті, але 66 були відправлені до Північної Африки.
У жовтні 1942 почалось виробництво САУ за проектом Sd.Kfz.138. Всього було виготовлено 242 машини, ще більше сотні було пізніше створено шляхом переробки існуючих танків.
Варіант Sd.Kfz.138 Ausf M став наймасовішим — всього з квітня 1943 по травень 1944 було виготовлено 975 машин.